# Курбский, Фёдор Семёнович
Князь Фёдор Семёнович Курбский по прозванию (Чёрный) — воевода Великого княжества Московского, в 1483 году вместе с Иваном Ивановичем Салтыком-Травиным возглавлял поход на Пелымское княжество (Югорскую землю) — первый исторически достоверный переход русских войск через Средний Урал.
Принадлежал к роду удельных князей Курбских, старший из двух сыновей князя Семёна Ивановича Курбского, родоначальника княжеского рода Курбских.

## Биография
Впервые упоминается в разрядной книге в 1481/1482 году, третий воевода среди «больших воевод», которые были посланы в Нижний Новгород «беречь от Алегама царя».
В 1483 году поставлен вместе с И. И. Салтыком-Травиным во главе большого похода за Урал. Такое «парное» назначение было обычным для того времени. Формально во главе войска ставился потомок великих или удельных князей, который в соответствии с местническим порядком своей знатностью придавал авторитет всему предприятию, но ему «в товарищи» назначался опытный воевода, и часто фактическим руководителем являлся именно последний. Устюжский летописный свод и Никоновская летопись называют Курбского-Чёрного первым воеводой, то есть формальным командующим, Вологодско-Пермская летопись — вторым воеводой. Целью похода было устранить угрозу со стороны вогулов, чей «большой князь» Асыка беспокоил набегами Пермь Великую, и усилившегося Сибирского ханства, а также склонить местных правителей к признанию вассалитета от великого князя. 9 мая 1483 года из Устюга отплыла «судовая рать», в состав которой помимо великокняжеских 
служилых людей и устюжан вошли контингенты из Вологды, Двинской земли, Чердыни и коми.

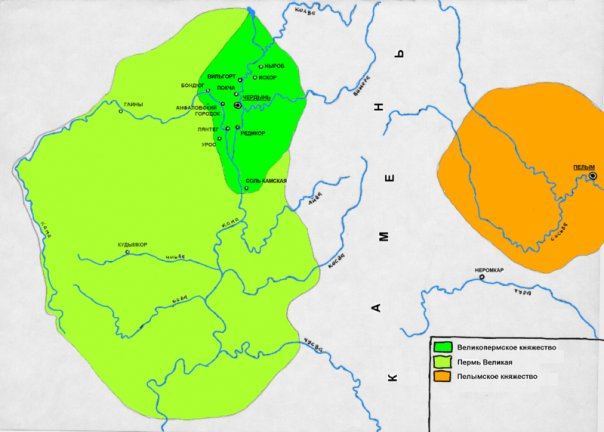
Пермь Великая и Пелымское княжество
в конце XV — начале XVI веков

Пройдя по северным рекам и перетащив волоком суда через Уральские горы, воеводы разбили 29 июля 1483 года войско Асыки в сражении у Пелымского городка (находился предположительно на месте современного села Пелым). Затем отряд двинулся дальше, на Обь, во владения «большого князя» Молдана и других сибирских «князей». Согласно летописи, воеводы «князей югорских воевали и в полон вели», «поймали князя Молдана на реки Оби и княжьих Екмычеевых двух сынов поймали». Собрав большой ясак и заняв без боя столицу югорского «князя» Пыткея, московский отряд повернул назад, чтобы успеть пройти обратный путь до начала ледостава. 1 октября 1483 года «судовая рать» вернулась в Устюг, преодолев за время похода около 4,5 тыс. км.
Результатами похода стало признание (весной 1484 года) «князьями» Западной Сибири зависимости от Великого княжества Московского и ежегодная уплата дани. Поэтому начиная с Ивана III титулы великих князей Московских (позже — царей) отражали претензии на Урал и Западную Сибирь («великий князь Югорский», «князь Удорский, Обдорский и Кондинский»). После 1483 года Фёдор Семёнович Курбский в источниках не упоминается.
Поход подробно описан в историческом романе Вадима Каргалова «За сто лет до Ермака».

## Семья
От брака с неизвестной имел детей:
- Князь Курбский Михаил Фёдорович Карамыш — наместник и воевода.
- Князь Курбский Семён Фёдорович — наместник и воевода.
- Князь Курбский Роман Фёдорович — воевода, убит под Казанью.